# Nadškofija Gorica
Nadškofija Gorica (latinsko Archidioecesis Goritiensis) je nadškofija Rimskokatoliške cerkve v Italiji, ki je bila ustanovljena 30. septembra 1986, ko se je takratna Nadškofija Gorica in Gradiška preimenovala v sedanji naziv.
Nadškofija skupaj s Škofijo Trst sestavlja Metropolijo Gorica.

## Zgodovina
Goriško nadškofijo je ustanovil papež Benedikt XIV. leta 1751 na avstrijskem ozemlju ukinjenega Oglejskega patriarhata, tako da je (z izjemo ljubljanske škofije) obsegala celotno slovensko ozemlje južno od Drave (pa tudi eksklavo Cortina d`Ampezzo), medtem ko je beneški del le-tega pripadel novoustanovljeni Videmski nadškofiji. Prvi nadškof in metropolit je bil Karel Mihael Attems, ki mu je bil leta 1766 podeljen tudi knežji naslov. Leta 1787 je bila goriška nadškofija ukinjena in namesto nje ustanovljena gradiščanska škofija, medtem ko je bil nadškofijski naslov in metropolijski sedež prenesen v Ljubljano (Ljubljanska nadškofija do leta 1807). Leta 1791 je Pij VI. prenesel sedež gradiščanske škofije v Gorico (goriško-gradiščanska škofija), čeprav so škofje v glavnem bivali kar v Trstu. Leta 1830 je Pij VIII. ponovno ustanovil nadškofijo in t. i. Ilirsko cerkveno pokrajino s sedežem v Gorici, ki so ji bile podrejene škofije v Ljubljani, Trstu (združena s Koprom), Poreču in na Krku (do 1933), medtem ko je bil vipavski dekanat priključen ljubljanski škofiji. Za prvega metropolita je bil imenovan Jožef Balant (Walland). Po prvi svetovni vojni sta zaradi nove (rapalske) meje prišli dekaniji Vipava in Idrija pod upravo goriške nadškofije in ji bili 1933 tudi formalno priključeni, zadnjega slovenskega nadškofa Frančiška Borgio Sedeja pa so fašisti leta 1931 prisilili k odstopu. Leta 1933 je bila goriška cerkvena pokrajina (s tržaško-koprsko in poreško-puljsko škofijo) pridružena koncilski pokrajini Treh Benečij (Triveneto). 
Za župnije goriške nadškofije, ki so po 2. svetovni vojni ostale na slovenskem oz. jugoslovanskem ozemlju, je po letu 1947 skrbel poseben apostolski administrator (v letih 1948–63 je bil to Mihael Toroš), v letu 1964/65 so bile priključene novoustanovljeni apostolski administraturi za Slovensko primorje, iz katere se je 1977, po dokončni ureditvi mejnih vprašanj, izoblikovala ponovno ustanovljena oz. iz tržaško-koprske škofije izločena Koprska škofija. Odtlej je Goriška nadškofija (do 1986 uradno imenovana še Goriško-gradiščanska) tudi pravno-formalno omejena zgolj na ozemlje Republike Italije.

## Zaporedje
| Ime                           | Začetek            | Konec              |
| ----------------------------- | ------------------ | ------------------ |
| Nadškofija Gorica             | 6. julija 1751     | 8. marca 1788      |
| Ukinjena (1791-1830)          |                    |                    |
| Škofija Gorica in Gradišče    | 12. septembra 1791 | 27. julija 1830    |
| Nadškofija Gorica in Gradišče | 27. julija 1830    | 30. septembra 1986 |
| Nadškofija Gorica             | 30. septembra 1986 | danes              |

## Organizacija
Nadškofija pokriva površino 1.030 km² in je razdeljena na 305 župnij. Slovenske župnije so v pastoralnih enotah na kraškem robu ob slovenski meji južno od Gorice (Štandrež, Sovodnje ob Soči, Doberdob ...), pa tudi Devin - Nabrežino ob Tržaškem zalivu, kjer sega Goriška nadškofija na ozemlje nekdanje Tržaške pokrajine (zdaj Julijska medobčinska zveza). Leta 1972 je bilo v Gorici ustanovljeno slovensko pastoralno središče s sedežem pri Sv. Ivanu, goriški nadškof (prvi Pietro Cocolin) pa ima odtlej tudi posebnega vikarja za slovenske vernike. Prvi odgovorni za slovensko pastoralo je bil msgr. Franc Močnik, zdajšnji vikar je Karel Bolčina.